# Oreoneta kurile
Oreoneta kurile is een spinnensoort in de taxonomische indeling van de hangmatspinnen (Linyphiidae).
Het dier behoort tot het geslacht Oreoneta. De wetenschappelijke naam van de soort werd voor het eerst geldig gepubliceerd in 2004 door Michael Ilmari Saaristo & Yuri M. Marusik.